# Orophea monosperma
Orophea monosperma är en kirimojaväxtart som beskrevs av Wilhelm Sulpiz Kurz och William Grant Craib. Orophea monosperma ingår i släktet Orophea och familjen kirimojaväxter. Inga underarter finns listade i Catalogue of Life.